# Abigail Keats
Abigail Keats, née le 11 novembre 1986, est une styliste sud-africaine.

## Biographie
Née en novembre 1986 à Durban, Abigail Keats est diplômée de la SA London International School of Fashion en 2007 et lance sa première collection dans les défilés sud-africains dès 2008,,.
Abigail Keats a été également invitée à présenter ses collections à New York, Londres et Miami, et a été sélectionnée en 2008 comme « créatrice du mois » dans le magazine Elle [Elle Magazine édition sud-africaine, juin 2008, Vol 13 No 3, page 38], et comme « créatrice à suivre » dans le magazine Cosmopolitan [Cosmopolitan Magazine édition sud-africaine, juillet 2008, volume 25 n° 5, page 45].
En juin 2010, Abigail Keats est nommée par le journal Mail & Guardian comme l'une des 200 jeunes Sud-Africains les plus influents. Le même mois, Abigail Keats est choisie par le gouvernement sud-africain pour représenter l'Afrique du Sud à l'Exposition universelle de 2010 à Shanghai, en Chine.

## Style
Elle s'est éloignée du streetwear de ses tous premiers défilés pour adopter un style destiné aux femmes d'affaires : tailleurs, robes, un style élégant, classique et sophistiqué. Ses collections jouent quelquefois avec des éléments de la coupe masculine tout en mettant en valeur la silhouette féminine. Elle vise une mode féminine haut de gamme.

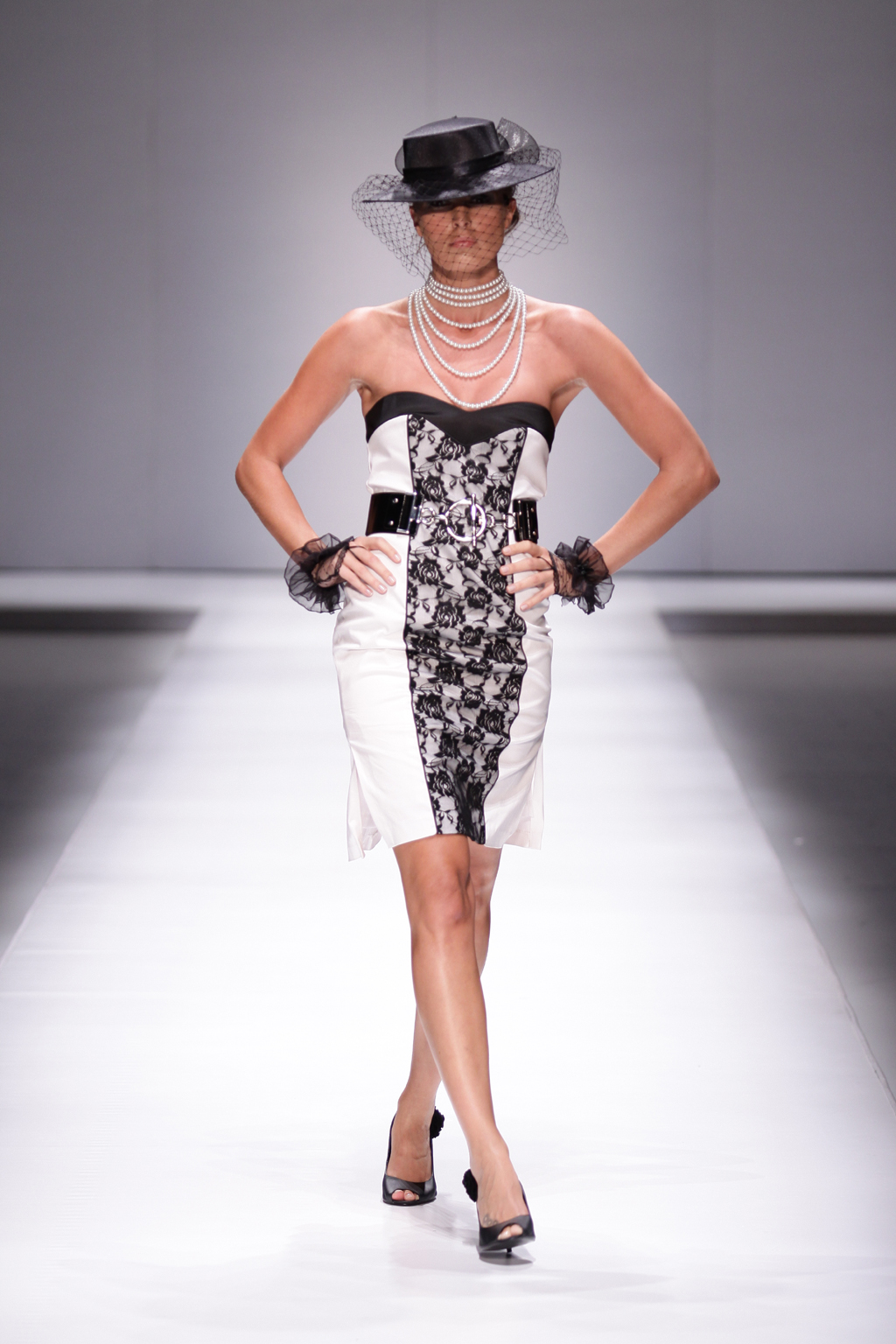
Collection
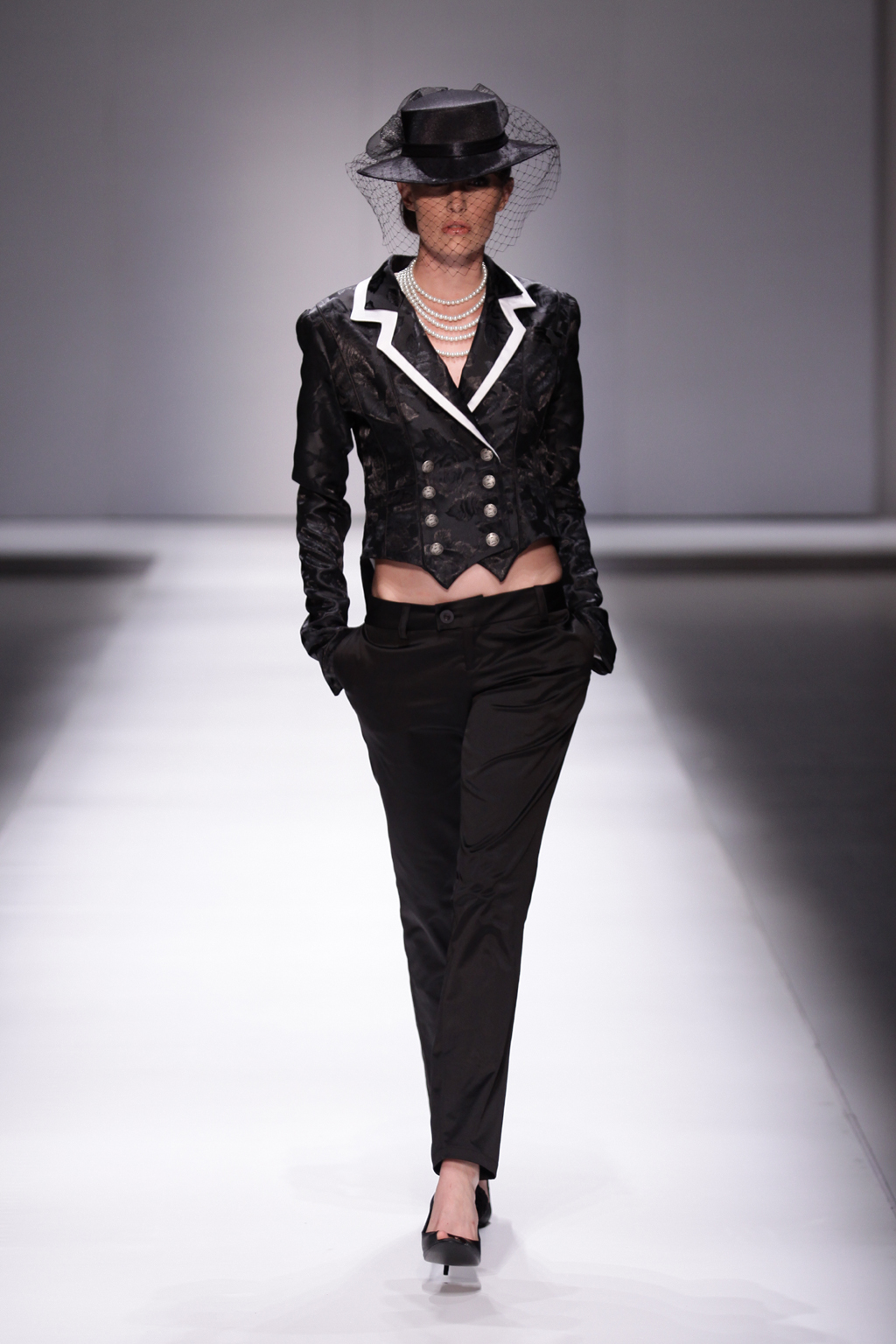
Automne-Hiver
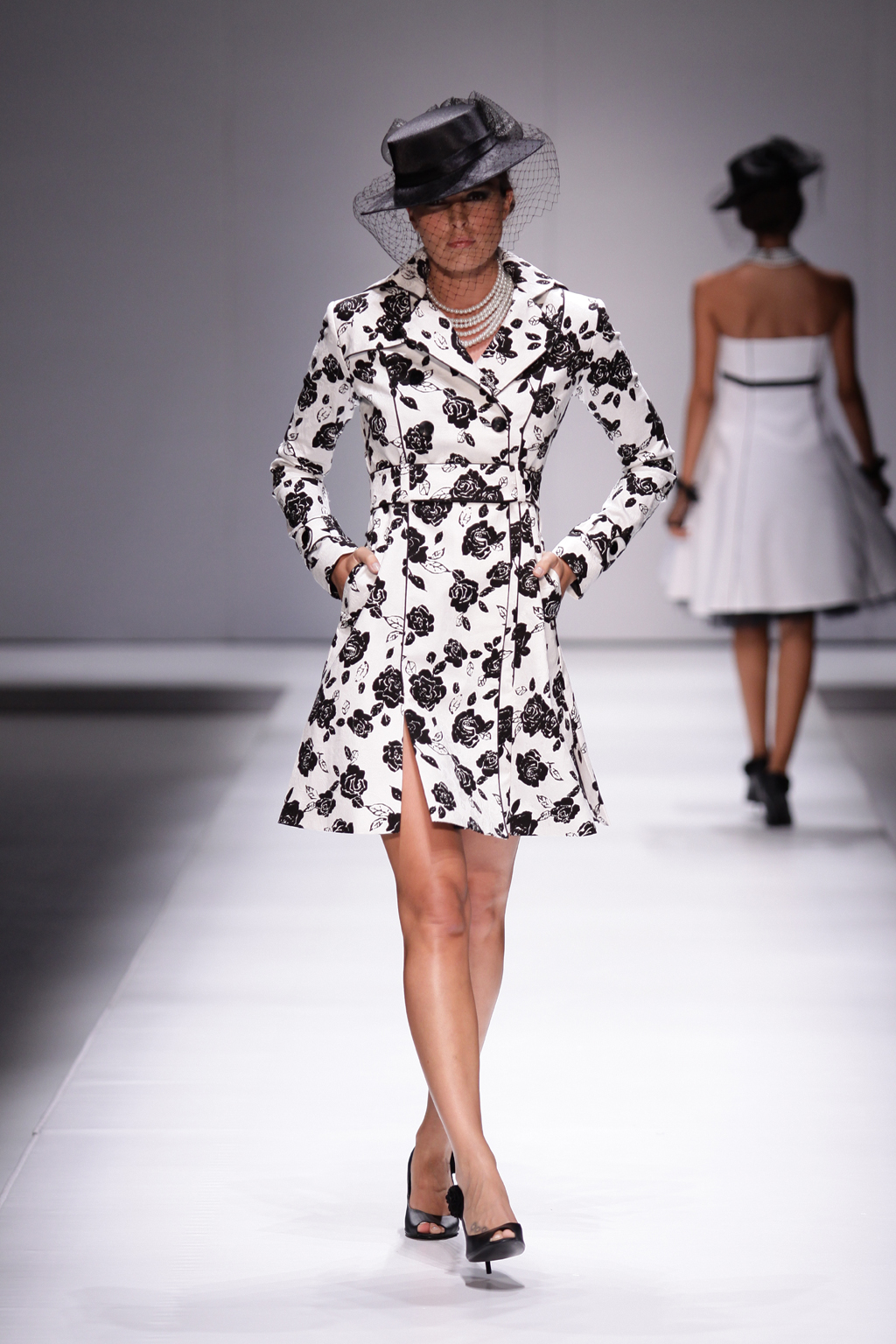
2010